# Szosza
Szosza (ros. Шо́ша) – rzeka w północnej Rosji przeduralskiej (obwody twerski i moskiewski), prawy dopływ Wołgi w zlewisku Morza Kaspijskiego. Długość – 163 km, powierzchnia zlewni – 3080 km², średni przepływ 51 km przed ujściem – 8,5 m³/s. Reżim śnieżny. Pokrywa lodowa od listopada/początku stycznia do kwietnia/końca marca.
Źródła koło stacji kolejowej Kniażji Gory w północno-zachodniej części Wyżyny Moskiewskiej. Płynie na wschód przez Nizinę Środkoworosyjską i uchodzi do sztucznego Zbiornika Iwańkowskiego na Wołdze poniżej Tweru. Kilka zapór. Popularne miejsce wędkowania.
Przepływa przez Park Narodowy „Zawidowo”.